# Ben-Ahin

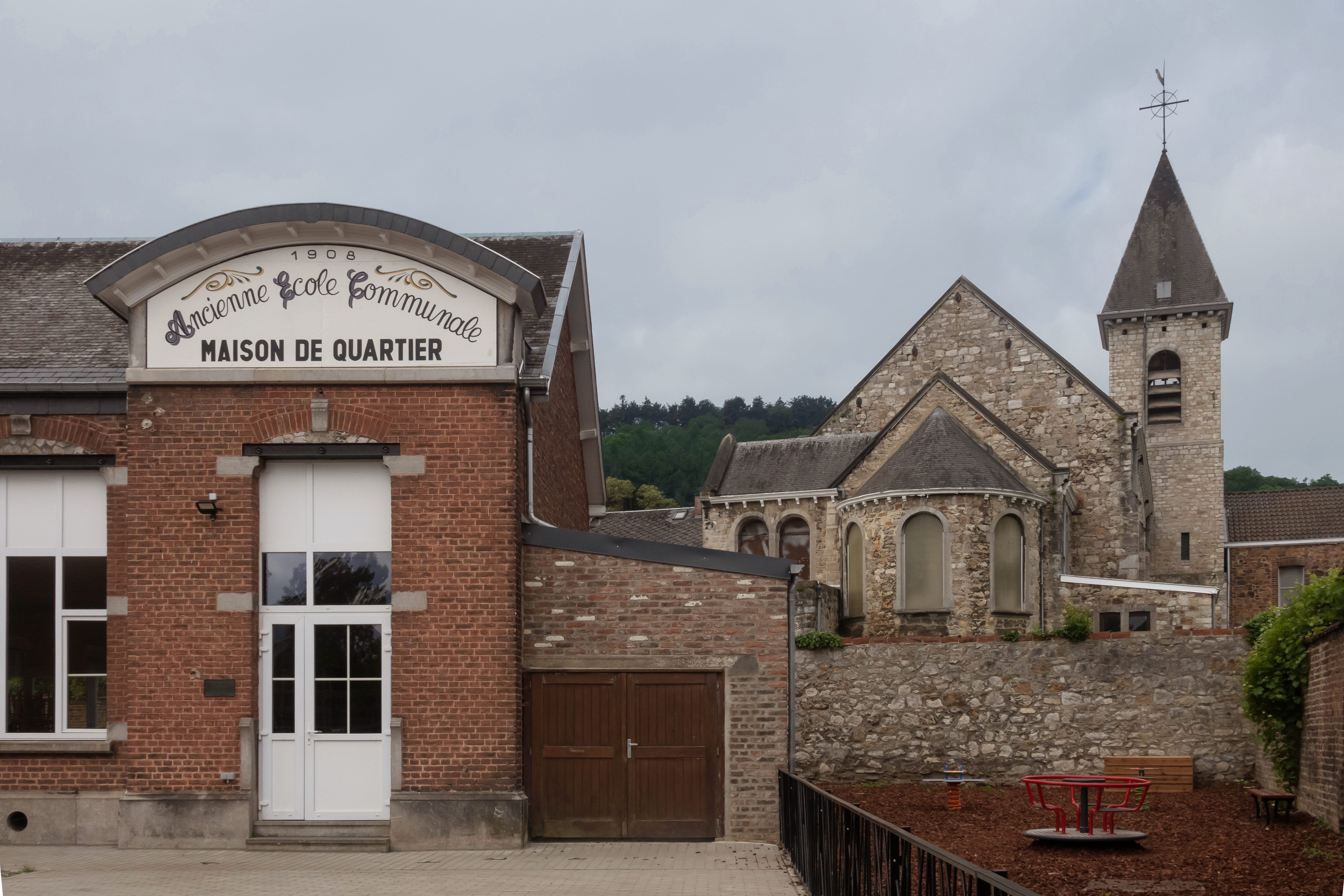
Ahin, voormalig schoolgebouw en kerk (l'église Saint-Julie)

Ben-Ahin is een deelgemeente van de Belgische stad Hoei. Ben-Ahin ligt in de provincie Luik.
Ben-Ahin ontstond in 1807 door de samenvoeging van de toen opgeheven gemeenten Ahin en Ben. Het was een zelfstandige gemeente tot in 1977.

## Plaatsen
Ben-Ahin bestaat uit de kernen: Ahin, Ben, Gives (deel), Saint-Léonard en Solières.

## Demografische ontwikkeling
- Bronnen:NIS, Opm:1831 tot en met 1970=volkstellingen, 1976= inwoneraantal op 31 december